# Образа старого мисливця
«Образа старого мисливця» («Обида старого охотника») — радянський телефільм 1985 року, знятий режисером Рафаелем Гаспарянцем на Північно-Осетинській студії телефільмів.

## Сюжет
Фільм розповідає про любов людини до природи, про важливість збереження довкілля.

## У ролях
- Барасбі Мулаєв — Іман, старий мисливець
- Сослан Хабаєв — Тарасик, онук Імана
- Інал Єналдієв — Гарі, син Імана
- Махарбек Кокоєв — Батраз, лісник
- Ніна Чочієва — бабуся Тарасика
- Маїрбек Цихієв — Соломон Хазбієвич
- Коста Бірагов — Корсанов
- Кім Суанов — рибалка
- Асланбек Таугазов — полковник
- Ахсарбек Бекмурзов — Дживаєв, черговий міліціонер
- Фелікс Алборов — епізод
- Ф. Коджаєв — епізод
- В. Туаєв — епізод
- Роберт Бітаєв — Маїрбек Солтанович

## Знімальна група
- Режисер — Рафаель Гаспарянц
- Сценарист — Нафі Джусойти
- Оператор — Михайло Немисський
- Композитор — Фелікс Алборов
- Художник — Валентин Вирвич